# Carlos Correa (baseballista)
Carlos Javier Correa, Jr. (ur. 22 września 1994) – portorykański baseballista występujący na pozycji łącznika w Minnesota Twins.

## Przebieg kariery

### Minor League Baseball
4 czerwca 2012 został pierwszym Portorykańczykiem, który został wybrany w drafcie w pierwszej rundzie z numerem pierwszym. Trzy dni później podpisał zawodowy kontrakt z Houston Astros. Występy w organizacji rozpoczął na poziomie 
Rookie w GCL Astros i Greeneville Astros, a w sezonie 2013 grał w Quad Cities River Bandits (Class A). Jako zawodnik tego klubu w wieku 18 lat został najmłodszym baseballistą, który wystąpił w All-Star Futures Game. W 2014 występował w Lancaster JetHawks (Class A Advanced), zaś w 2015 w Corpus Christi Hooks (Double A) oraz we Fresno Grizzlies (Triple A). 

### Houston Astros
8 czerwca 2015 otrzymał powołanie do składu Houston Astros i tego samego dnia zadebiutował w Major League Baseball w meczu przeciwko Chicago White Sox, w którym zaliczył RBI single po narzucie Chrisa Sale'a. Dzień później w meczu z White Sox zdobył pierwszego home runa w MLB. W czerwcu 2015 w 21 meczach uzyskał średnią 0,287, zdobył 5 home runów, zaliczył 15 RBI i został wybrany najlepszym debiutantem miesiąca w American League. 19 sierpnia 2015 w meczu z Tampa Bay Rays zaliczył pierwszy w MLB walk-off hit (single) w drugiej połowie trzynastej zmiany.
12 października 2015 w czwartym meczu National League Division Series, w których Astros mierzyli się z Kansas City Royals, zdobył dwa home runy, double'a oraz single'a i został pierwszym debiutantem w historii MLB, który zaliczył 4 odbicia i 4 RBI w jednym meczu play-off. W sezonie 2015 uzyskał średnią 0,279, zdobył 22 home runy, zaliczył 22 double, 68 RBI i został wybrany najlepszym debiutantem w American League.
W lipcu 2017 został  po raz pierwszy w karierze wybrany do składu na Mecz Gwiazd MLB. 

### Minnesota Twins
W marcu 2022 podpisał trzyletni kontrakt z Minnesota Twins.

## Nagrody i wyróżnienia
| Nagroda/wyróżnienie         | Lata | Źródło |
| All-Star                    | 2017 | [ 11 ] |
| AL Rookie of the Year Award | 2015 | [ 10 ] |
| Zwycięzca w World Series    | 2017 | [ 13 ] |